# Roderich Nesselmann
Roderich Nesselmann (* 27. April 1815 in Fürstenau, heute Ortschaft der Gmina Nowy Dwór Gdański; † 12. Juni 1881 in Elbing) war ein deutscher lutherischer Theologe und Geistlicher.

## Leben
Nesselmann war Sohn des Pfarrers George Ferdinand Nesselmann und seiner Ehefrau Eleonore Sophie Friederike, geborene Gericke. Der Vater unterrichtete ihn zunächst selbst. 1830 wurde er in das Gymnasium Elbing aufgenommen. 1835 immatrikulierte er sich an der Universität Königsberg. Er studierte insbesondere Theologie und Philosophie, hörte aber auch die Philologie und Literaturgeschichte. 1839 bestand er das theologische Examen. Anschließend war er als Hauslehrer für seine Geschwister tätig. Ab etwa 1841/1842 war er Hauslehrer in anderen Familien tätig, bevor er sich doch dem geistlichen Stand zuwendete. Als Predigtamtskandidat begann er seine schriftstellerische Tätigkeit.
Nesselmann wurde 1847 Pfarrer in Tiegenhof. Hier erfolgte 1851 auch seine Ernennung zum Kreisschulinspektor. 1855 kam er als dritter Prediger an die Marienkirche in Elbing. Dort war er nicht nur in der Seelsorge tätig, sondern er gründete eine Volksbibliothek, einen Jünglingsverein und übernahm die Leitung eines neu errichteten Diakonissenkrankenhauses. Neben seinen Monografien und seinen Kirchenliedern trug er zu 18 Zeitschriften als Autor bei. 1858 erteilte ihm die Theologische Fakultät der Königsberger Universität die Würde eines Lic. theol. für sein Werk Buch der Predigten, oder Hundert Predigten aus verschiedenen Zeiten und Ländern, nebst einer Entwickelungsgeschichte der christlichen Predigt.
Ferdinand Nesselmann war sein Bruder.

## Werke (Auswahl)
- Kern der heiligen Schrift, oder Biblische Gedichte zur Erbauung für alle Bibelfreunde, Neumann-Hartmann, Elbing 1845.
- Der evangelische Glaube, dargestellt und vertheidigt in Briefen, Klöppel, Eisleben 1853 (4. Auflage 1868).
- Luther’s Katechismus für Schule und Haus, Neumann-Hartmann, Elbing 1856.
- Buch der Predigten, oder 100 Predigten und Reden aus den verschiedenen Zeiten, Ländern und Confessionen, Neumann-Hartmann, Elbing 1858.
- Glaubenslieder, Neumann-Hartmann, Elbing 1859.
- Die Kennzeichen der Gläubigen, Magazin des Haupt-Vereins, Berlin 1864.
- Die Augsburgsche Confession erläutert, Klöppel, Eisleben 1876.
- Vom Leben und Sterben eines jungen Pfarrers, Klöppel, Eisleben 1880.